# În căutarea lui Forrester
În căutarea lui Forrester (în engleză Finding Forrester) este un film dramatic american din 2000, în regia lui Gus Van Sant. Este scris de Mike Rich. A fost lansat la 22 decembrie 2000. Un adolescent de culoare, Jamal Wallace (Rob Brown), este invitat să urmeze un liceu privat prestigios. Din întâmplare, Jamal se împrietenește cu un scriitor izolat, William Forrester (Sean Connery), cu ajutorul căruia își perfecționează talentul de scriitor. Anna Paquin, F. Murray Abraham, Michael Pitt, Glenn Fitzgerald, April Grace, Busta Rhymes și Charles Bernstein apar în roluri secundare.
Deși filmul nu se bazează pe o poveste adevărată, criticii de film au comparat personajul interpretat de Connery cu scriitorul din viața reală J. D. Salinger. Connery a recunoscut mai târziu că inspirația pentru rolul său a fost într-adevăr Salinger.